# Kaľava
Kaľava (Hongaars: Szepeskárolyfalva) is een Slowaakse gemeente in de regio Košice, en maakt deel uit van het district Spišská Nová Ves.
Kaľava telt 427 inwoners.